# 龙南镇
龙南镇，是中华人民共和国江西省赣州市龙南市下辖的一个乡镇级行政单位。

## 行政区划
龙南镇下辖以下地区：
中山街社区、文化街社区、金都社区、金塘社区、金水社区、新生社区、龙洲社区、龙腾社区、五里山社区、龙陂村、红杨村、红岩村、井岗村、新杨村、石人村、大罗村、金虎村、新都村、黄沙村、新岭村、新华村和畲族村。